# Östgötapendeln
|  |  |

| Unknown BSicon "KBHFa-L" | Unknown BSicon "KBHFa-R" |

| Unknown BSicon "HST-L" | Unknown BSicon "HST-R" |

| Unknown BSicon "HST-L" | Unknown BSicon "HST-R" |

| Unknown BSicon "BHF-L" | Unknown BSicon "BHF-R" |

| Unknown BSicon "HST-L" | Unknown BSicon "HST-R" |

| Unknown BSicon "HST-L" | Unknown BSicon "HST-R" |

| Unknown BSicon "BHF-L" | Unknown BSicon "BHF-R" |

| Stop on track | Straight track |

| End station | Straight track |

|  | Stop on track |

|  | Unknown BSicon "STR+GRZq" |

|  | Station on track |

|  | Continuation forward |

|  |  |

| Unknown BSicon "KBHFa-L" | Unknown BSicon "KBHFa-R" |

| Unknown BSicon "HST-L" | Unknown BSicon "HST-R" |

| Unknown BSicon "HST-L" | Unknown BSicon "HST-R" |

| Unknown BSicon "BHF-L" | Unknown BSicon "BHF-R" |

| Unknown BSicon "HST-L" | Unknown BSicon "HST-R" |

| Unknown BSicon "HST-L" | Unknown BSicon "HST-R" |

| Unknown BSicon "BHF-L" | Unknown BSicon "BHF-R" |

| Stop on track | Straight track |

| End station | Straight track |

|  | Stop on track |

|  | Unknown BSicon "STR+GRZq" |

|  | Station on track |

|  | Continuation forward |

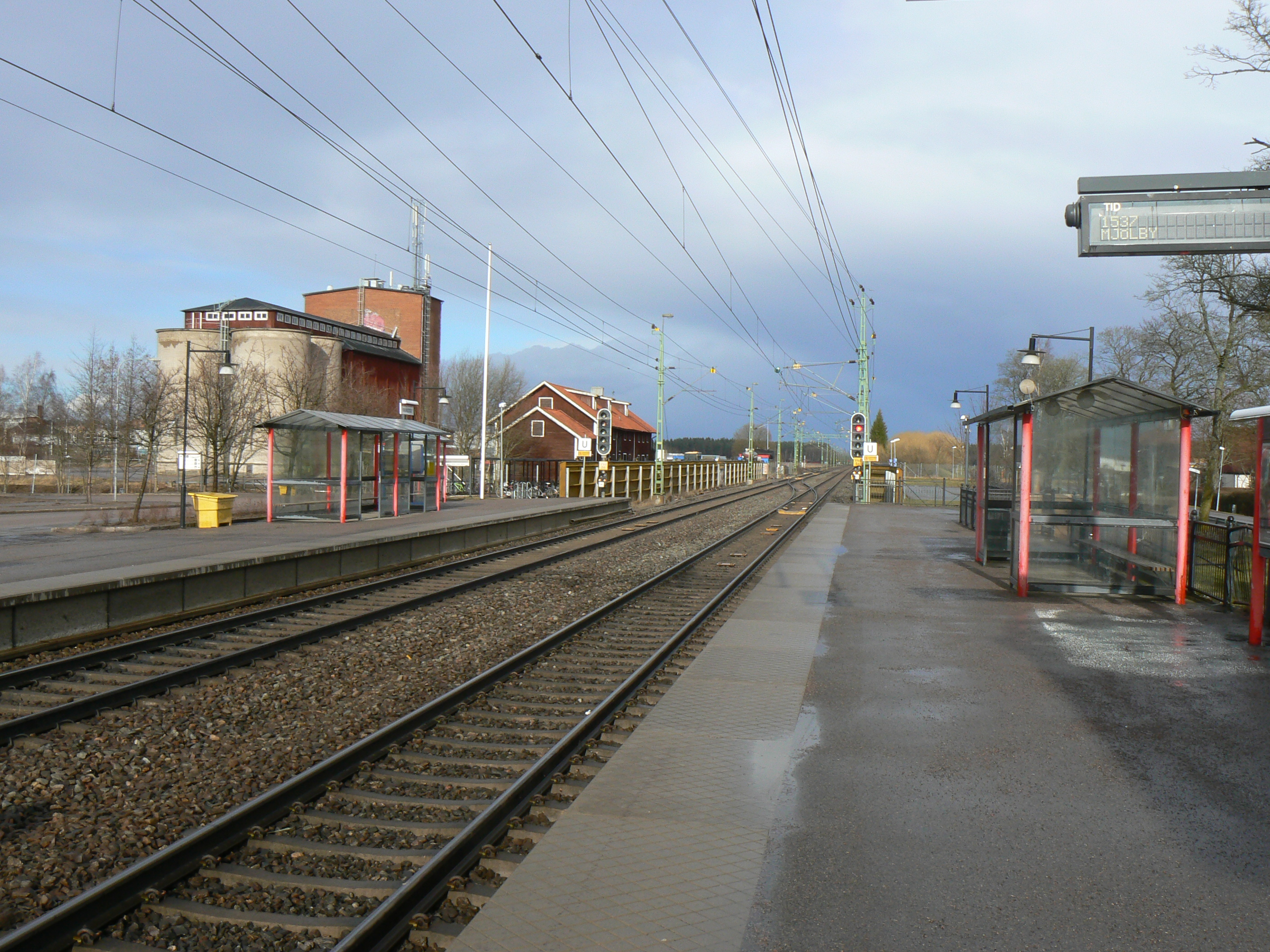
Vikingstad blev en av de nya stationerna där bara Östgötapendeln stannar

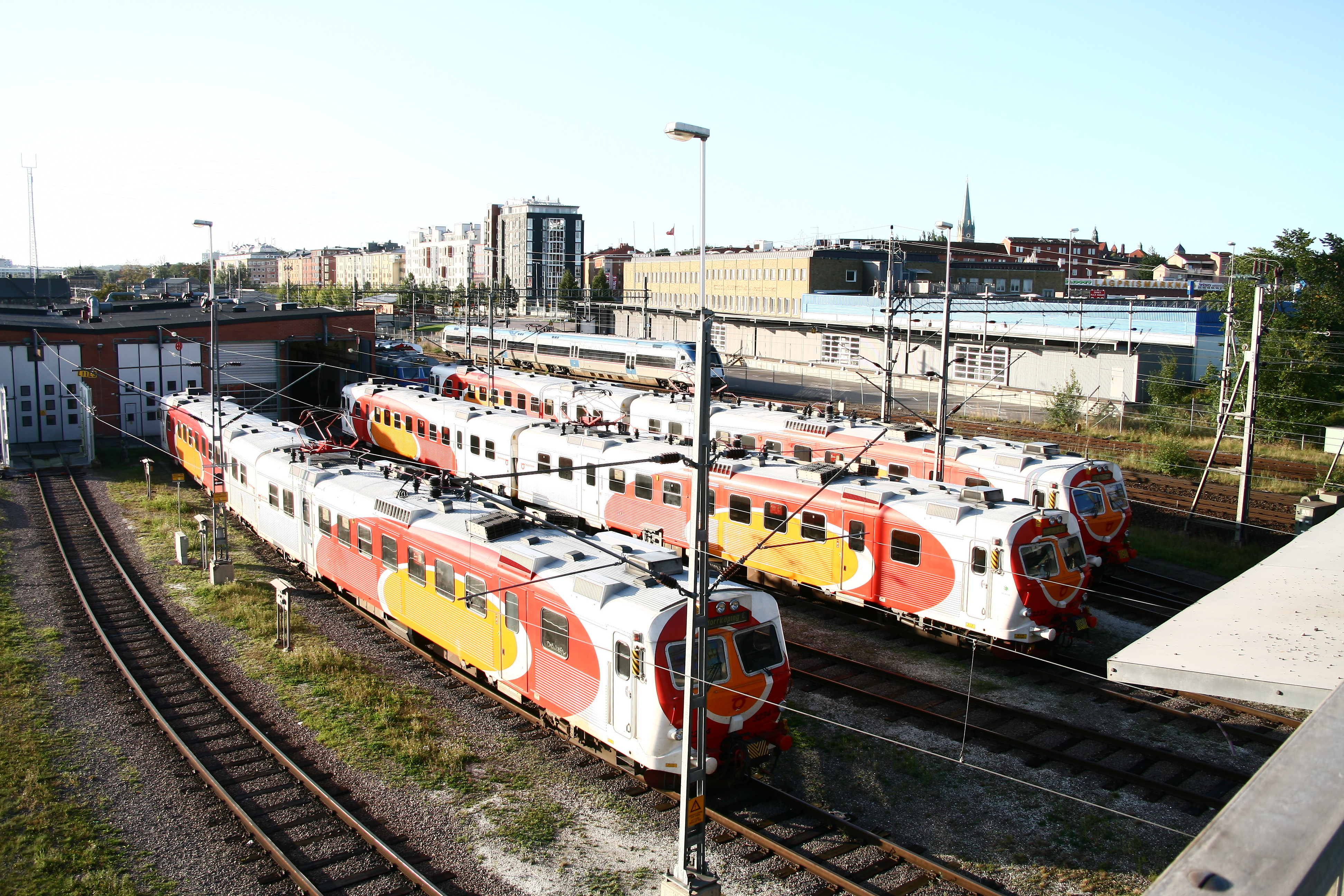
Tre tåg av modell X14 vid Jernhusens verkstad vid centralstationen i Linköping.

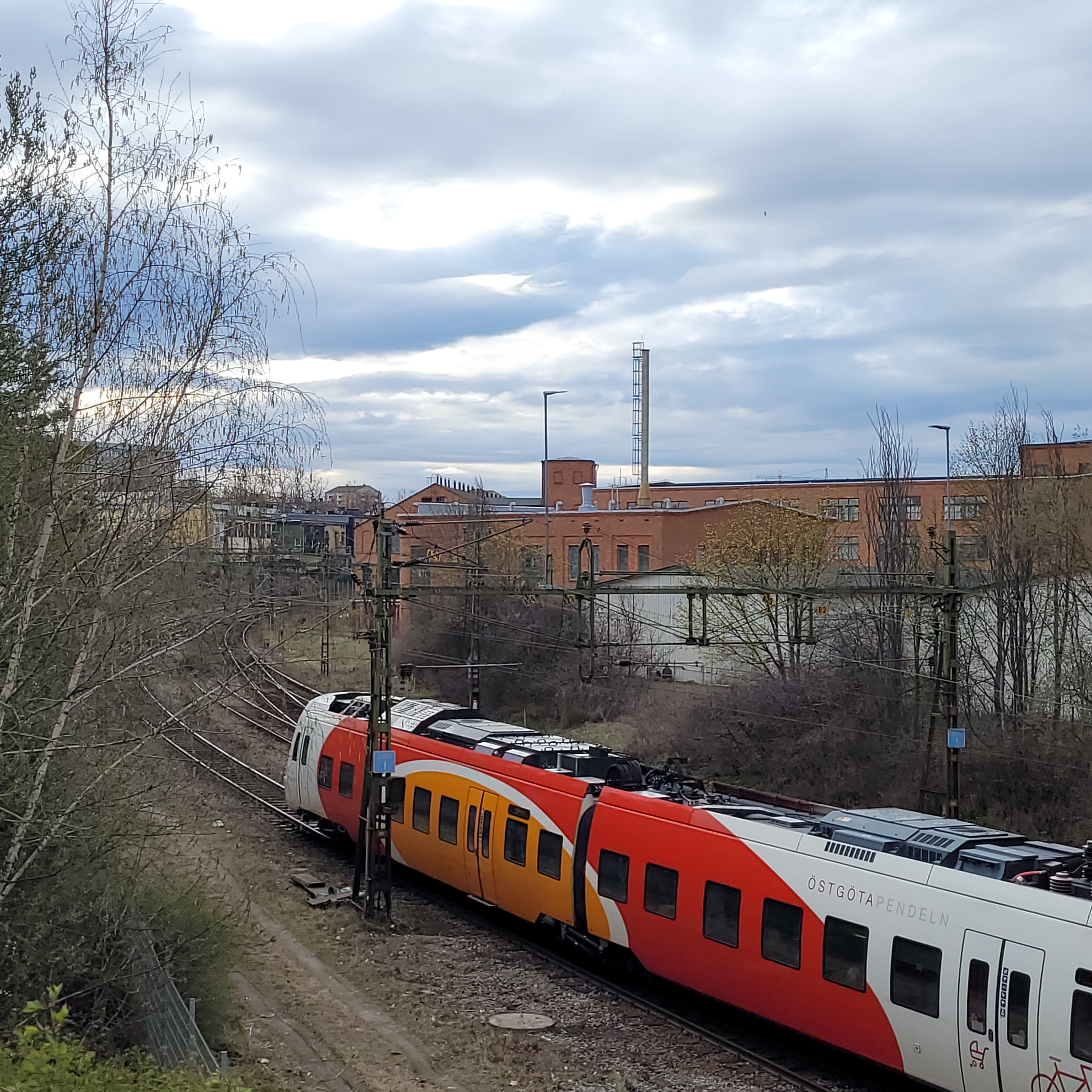
Östgötapendeln i närheten av Norrköping C i april 2022

Östgötapendeln är Östgötatrafikens lokaltåg och regionaltåg på sträckorna Norrköping - Linköping - Mjölby - Motala samt Mjölby - Boxholm - Tranås. Systemet invigdes den 12 juni 1995.
Turtätheten varierar med som mest fyra avgångar i timmen från Norrköping mot Mjölby, där de flesta tåg fortsätter till Motala.

## Historik
När pendeltågstrafiken startade den 12 juni 1995 började tågen åter stanna vid tre stationer som varit utan trafik i flera decennier: Linghem, Mantorp och Vikingstad. Tågen gick i 20-minuterstrafik under rusning och i entimmestrafik under det resterande trafikdygnet. Den 3 mars 2003 började pendeltågen gå i 20-minuterstrafik även i lågtrafik (mellan cirka klockan 9 och 15) vilket ökade antalet resande. 
Tioårsjubileet 2005 firades i juni till augusti med försäljning av speciella periodkort enligt 1995 års prislista.
Tågen trafikerade 1995-2010 sträckan Norrköping - Linköping - Mjölby - Tranås. 
Den 15 augusti 2009 öppnades för första gången en ny station i systemet. Det blev Kimstad i Norrköpings kommun som på detta sätt kom att integreras i pendeltrafiken. 
Östgötapendeln trafikerar sedan den 8 april 2013 även det nya dubbelspåret på Godsstråket genom Bergslagen mellan Mjölby och Motala med pendeltåg. Pendeltågsstationen i Skänninge var färdig redan sommaren 2012 och dubbelspåret genom Motala öppnades i december 2012.
I oktober 2013 öppnades en ny underhållsdepå i Boxholm för att kunna hantera den växande fordonsflottan.

### Samarbetet med Jönköpings länstrafik
Genomgående trafik mellan Norrköping och Jönköping inleddes den 12 december 2010 i samband med övergången till vintertidtabell. 
Turtätheten Mjölby - Jönköping var då cirka en gång i timmen på vardagar och varannan timme på lördagar och söndagar. Ner till Jönköping och åter gick ett tåg på morgonen och ett på eftermiddagen. Ytterligare ett morgon- och ett eftermiddagståg vände i Nässjö, där de hade anslutning till Krösatåg respektive Västtåg till och från Jönköping.[källa behövs]
Den 1 juni 2015 upphörde Östgötapendeln att trafikera sträckan Tranås - Nässjö - Jönköping på grund av lågt antal resande,  trafiken ersattes av Krösatågen.

## Fordon
Trafiken utfördes 1995-2015 med nio motorvagnståg av modell X14.
Östgötatrafiken beslutade 18 mars 2008 att köpa fem X61 (Alstom Coradia Nordic). Dessa sattes i pendeltågstrafik 2010. 
2015 kompletterades trafiken med ytterligare tågsätt, vilket gav totalt 15 motorvagnståg av modell X61 (numrerade 201-213, samt 301-302 som tidigare ägdes av Jönköpings länstrafik) .
Våren 2017 tog Region Östergötland beslut att införskaffa ytterligare tre X61-motorvagnståg för att förstärka trafiken, dessa togs i trafik 19 augusti 2019. (numrerade 214-216)

## Operatörer
Från starten 1995 fram till 2010 körde SJ tågen för Östgötatrafiken. 
DB Regio Sverige AB (sedermera Arriva Sverige AB), ett dotterbolag till Deutsche Bahn, tog över 12 december 2010 som operatör. Kontraktet gäller tio år, med option på ytterligare fyra år. Arriva Sverige köptes 2022 upp av VR Sverige AB.
Från 1 juni 2025 har entreprenören Transdev ansvar för drift och operativt ansvar för Östgötapendeln. Kontraktet gäller åtta år med möjlighet till förlängning på fyra år.

## Framtida planer

### Målbild 2040
I dokumentet Målbild 2040 som antogs av Region Östergötland i juni 2020 föreslås att Åby och Malmslätt ska få stationer för Östgötapendeln. Här förutses också att trafiken till Boxholm och Tranås tas över av Jönköpings länstrafik.
En utredning som presenterades sommaren 2022 visade att det fanns fördelar att låta Östgötatrafiken fortsätta trafikera Mjölby - Tranås. Samma utredning förutsåg en stor resandeökning, som bland annat skulle lösas genom att Mälartåg kan trafikera Norrköping - Linköping - Mjölby. 

### Ostlänken
På längre sikt planeras ett nytt dubbelspår för fjärrtåg Linköping - Norrköping och vidare mot Nyköping - Stockholm, Ostlänken, och då finns utrymme för fler pendeltåg. 